# Гефіс
Гефіс (нім. Göfis) — містечко та громада округу Фельдкірх в землі Форарльберг, Австрія. Гефіс лежить на висоті 558 м над рівнем моря і займає площу 9,05 км². Громада налічує 3083 мешканців. Густота населення 341/км².  
Округ Фельдкірх лежить на самому заході Австрії, на кордонах із Швейцарією та Ліхтенштейном. Це високорірний альпійський регіон. Населення округу, як і всього Форальбергу, розмовляє алеманським діалектом німецької мови, а тому ближче до швейцарців, ніж до населення більшої частини Австрії, яке розмовляє баварсько-австрійським діалектом. Округ, основною індустрією якого є туризм, має розвинуту мережу сполучення, численні гірськолижні траси й спортивні курорти з готелями та іншою інфраструктурою. 
|                                |
| Гефіс на мапі округу та землі. |

Адреса управління громади: Kirchstraße 2, 6811 Göfis. 
У громаді є фольк школа, три дитячі садки й яслі для дітей до півтора року. 

## Демографія
Історична динаміка населення міста за даними сайту Statistik Austria